# Christel Bertens
Christel Bertens (Tilburg, 29 mei 1983) is een Nederlandse bobsleeër en atlete. 

## Loopbaan
Voordat Christel Bertens (remster) ging bobben, had ze zich als sprintster toegelegd op de 60 m en 100 m en werd meerdere malen Nederlands jeugdkampioene. Ze nam deel aan verschillende interlands en de Jeugd Olympische Dagen als lid van het 4 x 100 m estafetteteam. Haar sterkste jaar beleefde ze in 2002, waarbij ze al haar persoonlijke records verbeterde.
In 2004 maakte Bertens de overstap naar het bobsleeën en vertegenwoordigt sinds 2005 Nederland op internationale wedstrijden. Samen met Urta Rozenstruik was ze de vaste remster van piloot Eline Jurg. 
In het seizoen 2005/2006 kwalificeerde Nederland zich al snel met twee vrouwenbobs voor de Olympische Winterspelen 2006 in Turijn. De samenstelling van de bobs was echter nog niet bekend. Ilse Broeders en Eline Jurg waren de enige stuurders en dus verzekerd van een plaatsje in een bob. Om te bepalen welke remmers er mee zouden gaan, werd er in januari 2006 een startwedstrijd georganiseerd in het Duitse Oberhof. Bertens werd het grootste slachtoffer door als vierde te eindigen achter Jeannette Pennings, Kitty van Haperen en Urta Rozenstruik.
Bertens is lid van Prins Hendrik (atletiek) en Team Vakkanjers (bobsleeën).

## Persoonlijk records
| afstand | tijd    | datum            | plaats    |
| ------- | ------- | ---------------- | --------- |
| 100 m   | 12,13 s | 25 februari 2002 | Nijmegen  |
| 60 m    | 7,65 s  | 20 januari 2002  | Zuidbroek |